# Daniel Günther

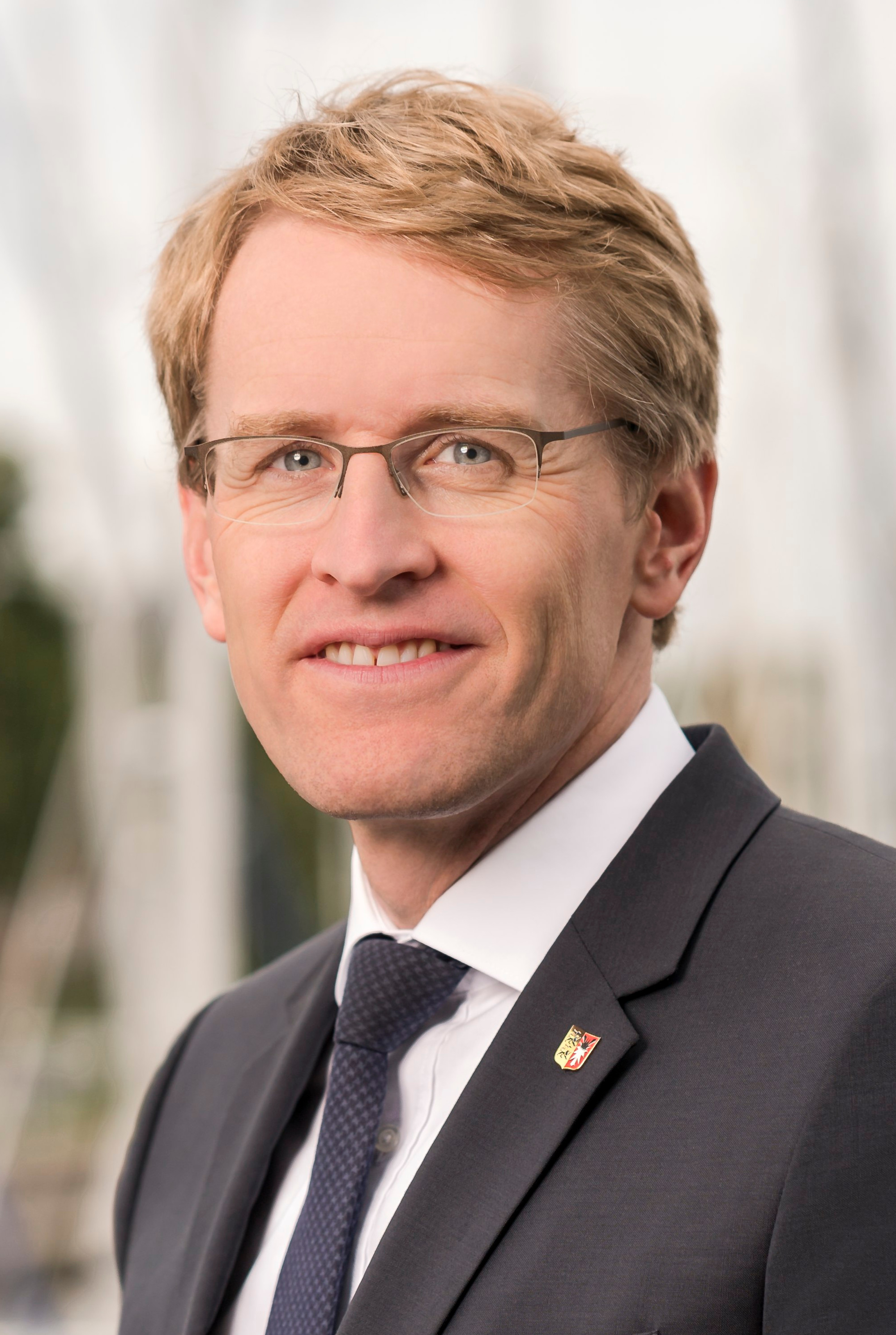
Daniel Günther (2017)

Daniel Günther (* 24. Juli 1973 in Kiel) ist ein deutscher Politiker (CDU). Er gehört seit 2009 dem Schleswig-Holsteinischen Landtag an und ist seit 2017 Ministerpräsident des Landes Schleswig-Holstein. In diesem Amt war er von November 2018 bis Oktober 2019 turnusgemäß Bundesratspräsident. Anschließend fungierte er für ein Jahr als dessen Erster Vizepräsident.

## Leben und Beruf
Nachdem er 1993 sein Abitur an der Jungmannschule in Eckernförde absolviert hatte, studierte Daniel Günther in Kiel Politikwissenschaft, VWL und Psychologie und schloss sein Studium mit einem Magister in Politikwissenschaft ab. Als Projektbetreuer war er von 1997 bis 1999 bei der Wirtschaftsförderungsgesellschaft „Kieler Initiativen“ in Kronshagen tätig. Von 1998 bis 2005 gehörte er als Ratsherr dem Aufsichtsrat der Stadtwerke Eckernförde an, von April 2003 bis August 2005 als dessen stellvertretender Vorsitzender.
Von Juni 2000 bis September 2005 arbeitete Günther als Geschäftsführer der CDU-Kreisverbände Rendsburg-Eckernförde und Neumünster. Von 2005 bis einschließlich 2012 war er Landesgeschäftsführer der CDU Schleswig-Holstein und von Mai 2013 bis Oktober 2014 Geschäftsführer der Hermann Ehlers Stiftung und der Hermann Ehlers Akademie, die ihren Sitz in Kiel hat.
Daniel Günther ist römisch-katholisch, verheiratet und Vater zweier Töchter.

## Politik
Während bzw. nach seiner Funktion als Kreisvorsitzender der Jungen Union Rendsburg-Eckernförde von 1994 bis 1999 war er von 1998 bis 2000 stellvertretender Kreisvorsitzender der CDU und ab 2006 für zehn Jahre deren Schatzmeister. Außerdem vertrat Günther von 2010 bis 2016 den CDU-Ortsverband Eckernförde als Vorsitzender.
Von 1998 bis 2014 war Günther Mitglied der Ratsversammlung und damit Ratsherr der Stadt Eckernförde. In den Jahren 2003 bis 2010 gehörte er zugleich dem Kreistag an und fungierte dort von 2008 bis 2010 als stellvertretender Vorsitzender der CDU-Fraktion. Von 2003 bis Juni 2005 hatte er das Amt des 1. stellvertretenden Bürgermeisters der Stadt Eckernförde inne.
Nachdem Ingbert Liebing am 27. Oktober 2016 als Spitzenkandidat und Landesvorsitzender zurückgetreten war, wählte der CDU-Landesparteitag Günther am 19. November 2016 mit 81,3 % der Stimmen zu ihrem neuen Vorsitzenden. Auf dem Parteitag am 5. Februar 2017 wurde Günther mit 89,7 % der Stimmen zum CDU-Spitzenkandidaten für die Landtagswahl am 7. Mai gewählt.
Bei dieser Wahl erhielt die CDU in Schleswig-Holstein 32,0 % (1,2 Prozentpunkte mehr Zweitstimmen als bei der Wahl 2012) und wurde stärkste Partei. Der neue Landtag wählte Günther am 28. Juni 2017 zum Ministerpräsidenten einer von CDU, Bündnis 90/Die Grünen und FDP getragenen Koalition (siehe Kabinett Günther I).

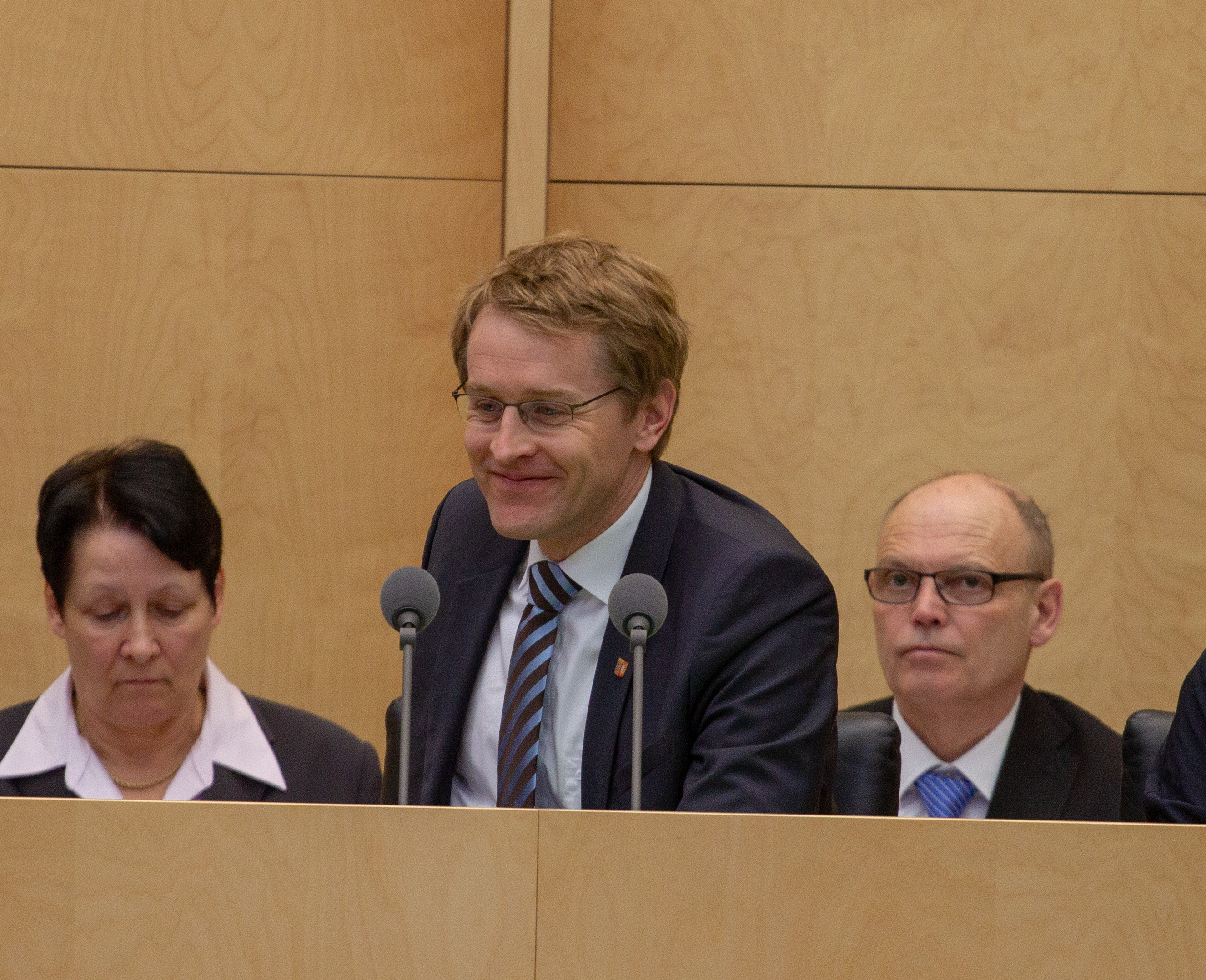
Ehemaliger Bundesratspräsident Daniel Günther (2019)

Als Günthers Bruder im Herbst 2018 zum Vizedirektor des Kieler Landtages befördert wurde, kam Kritik am Ministerpräsidenten auf, obgleich der Landtag dies eigenständig entschied und der Ministerpräsident diesem gegenüber nicht weisungsbefugt ist. Die Kritik hielt an, als der Umstand in die öffentliche Diskussion geriet, dass sowohl Innenstaatssekretärin Kristina Herbst als auch ihr Ehemann, der Spitzenkandidat der Landes-CDU für die Europawahl 2019, Niclas Herbst, zum Freundeskreis Günthers zählen: Er ist Patenonkel ihres Sohnes.
Bei der Landtagswahl 2022 konnte die CDU unter Günther ihr Ergebnis deutlich auf 43,4 % verbessern. Günther kündigte nach der Wahl an, die Jamaika-Koalition mit FDP und den Grünen fortsetzen zu wollen. Da das Wahlergebnis aber sowohl für Schwarz-Grün als auch für Schwarz-Gelb alleine reichte und Grüne und FDP einer Koalition mit nicht zur Mehrheitsbildung notwendiger Partei ablehnend gegenüber standen, bildete Günther jedoch schließlich ein Zweierbündnis mit den Grünen (Kabinett Günther II).

## Abgeordneter
Seit der Landtagswahl 2009 für die 17. Wahlperiode ist Günther Mitglied des Schleswig-Holsteinischen Landtages und wurde im Landtagswahlkreis Eckernförde mit 37,2 % der Erststimmen direkt gewählt. Von 2009 bis 2012 war er Mitglied im Bildungs- und Petitionsausschuss und hochschulpolitischer Sprecher der CDU-Landtagsfraktion.
Bei der Landtagswahl 2012 wurde er mit 35,7 % erneut direkt gewählt, setzte seine Arbeit im Bildungsausschuss fort und wurde darüber hinaus kirchenpolitischer Sprecher der CDU-Landtagsfraktion. Am 5. Oktober 2014 wurde er als Nachfolger von Johannes Callsen Vorsitzender der CDU-Fraktion im Landtag und zugleich Mitglied des Ältestenrates und des Parlamentarischen Einigungsausschusses.
Auch bei der Landtagswahl 2017 verteidigte er sein Direktmandat und legte an Stimmen zu. Er erreichte 43,2 % der Erststimmen und gewann die Landtagswahl als Spitzenkandidat mit 32,0 % für die Union. Damit erreichte er einen Machtwechsel im Land zugunsten einer CDU geführten Landesregierung.
Bei der Landtagswahl 2022 konnte er erneut in seinem Wahlkreis das Direktmandat erringen, diesmal mit 58,4 % der Erststimmen gegen den SPD-Spitzenkandidaten Thomas Losse-Müller mit 16,1 %. Die CDU gewann die Landtagswahl deutlich mit 43,4 % der Zweitstimmen.

## Positionen
Günther gilt als praktizierender Katholik, der unter anderem vorschlug, einen Gottesbezug in die Landesverfassung aufzunehmen.
Im März 2016 trat Günther dafür ein, „dass Schweinefleisch auch weiterhin im Nahrungsmittelangebot sowohl öffentlicher Kantinen als auch in Kitas und Schulen erhalten bleibt“, und begründete dies u. a. damit, dass der Verzehr von Schweinefleisch in „unserer Kultur“ zu einer „gesunden und ausgewogenen Ernährung“ gehöre. Dieser Vorstoß stand in Zusammenhang mit der starken Zuwanderung vorwiegend muslimischer Flüchtlinge während der Flüchtlingskrise in Europa ab 2015. Einige öffentliche Kantinen hätten demnach, so Günther, aus Rücksicht auf islamische Ernährungsvorschriften Schweinefleisch von ihrem Speiseplan gestrichen. Ende 2016 kritisierte er die sogenannte „Doppelpassregelung“ und nannte sie neben anderen CDU-Politikern als zukünftiges Wahlkampfthema zur Bundestagswahl 2017. Als Reaktion auf den Sieg Erdogans beim türkischen Verfassungsreferendum forderte er im April 2017 erneut: „Wir sollten zum Optionsmodell zurückkehren.“
Günther vertrat im Wahlkampf zur Landtagswahl in Schleswig-Holstein 2017 zum Teil auch gesellschaftsliberale Positionen und tritt etwa – auch gegen die Parteilinie und seine vormalige Ansicht – für eine gleichgeschlechtliche Ehe oder das Adoptionsrecht von Homosexuellen ein. Ferner fordert er eine Ökologisierung der Landwirtschaft. Hierzu resümierte er: „Die konservativen Milieus gibt es so nicht mehr. Die Zeit der Hardliner ist auch in der Agrarpolitik vorbei“. Im Bereich der Bildung befürwortet er eine Abkehr von G8 (sog. „Turbo-Abitur“). Darüber hinaus äußerte er sich skeptisch über den Ausbau von Windenergie und sprach sich für eine „harte Linie“ in der Sicherheitspolitik aus. Zum Streitthema um den Familiennachzug von Flüchtlingen positionierte sich Günther im Januar 2018 mit den Worten: „Es ist besser Familien zusammenzuführen, weil es der Integration in unserem Land hilft.“
Im August 2018 erregte Günther in einem Interview Aufsehen mit dem Vorstoß, die CDU solle in Ostdeutschland auf Länderebene nach „vernünftigen Lösungen“ in Richtung einer Zusammenarbeit mit der Partei Die Linke suchen. Wenn Wahlergebnisse es nicht hergäben, gegen die Linke zu regieren, müsse man sich pragmatisch um eine Regierungsbildung bemühen.
Günther befürwortet ein Verbotsverfahren der Partei AfD.

## Gesellschaftliches Engagement
Von 2002 bis 2006 war Daniel Günther Mitglied im Pfarrgemeinderat der katholischen Kirchengemeinde St. Peter und Paul in Eckernförde. Seit 2021 ist er zugewähltes Mitglied im Zentralkomitee der deutschen Katholiken 2025 wurde er für eine weitere Amtszeit wiedergewählt.
Des Weiteren war er von 2003 bis 2006 Mitglied im Verwaltungsrat und Kreditausschuss der Sparkasse Eckernförde und von 2012 bis 2014 sowohl Mitglied im Kuratorium der Landeszentrale für politische Bildung Schleswig-Holstein als auch im Vorstand des Landesverbandes der Volkshochschulen Schleswig-Holstein. Zudem war Günther von 2014 bis 2017 Mitglied des Caritasrates Schleswig-Holstein. Am 31. Januar 2019 war er Gast des 20. Modell Europaparlamentes (MEP), wo er sich den Fragen von über einhundert Jugendlichen stellte.
Im Februar 2024 fungierte Günther als Moderator im Tarifkonflikt zwischen der Deutschen Bahn und der Gewerkschaft Deutscher Lokomotivführer.
Er war Mitglied von Round Table Eckernförde – RT 80.
Seit dem 11. März 2025 ist Günther Grünkohlkönig der niedersächsischen Stadt Oldenburg und folgt damit auf den Bundesminister der Verteidigung, Boris Pistorius (SPD).

## Ehrungen
Am 3. September 2019 wurde Daniel Günther von der dänischen Königin Margrethe II. mit dem Kommandeurskreuz des Dannebrogordens für seine besonderen Verdienste um die deutsch-dänische Zusammenarbeit ausgezeichnet.
2024 erhielt er den Karnevalsorden wider den tierischen Ernst.
Ebenfalls 2024 wurde Günther vom amtierenden Gouverneur der japanischen Präfektur Hyogo Yohei Hattori der „Hyogo Prefectural Award for Contribution to International Cooperation“ verliehen, um seine Verdienste um die Freundschaft und Beziehungen von Schleswig-Holstein und Hyogo zu ehren.